# ヴァシリコ・ヤロポルコヴィチ
ヴァシリコ・ヤロポルコヴィチ（ロシア語: Василько Ярополкович12世紀後半）はリューリク朝出身の公（クニャージ）である。
キエフ大公ヤロポルク、シュムスク公ヤロポルク、またヴォルィーニ公アンドレイの子のヤロポルク、キエフ大公ムスチスラフ（ムスチスラフ1世）の子のヤロポルク(ru)らが、ヴァシリコの父として推定されているが、いずれも断定はできない。また、史料上に残るヴァシリコは同名の二人の人物が同一視されているとする説もある。
ヴァシリコに関する史料上の初出は、1151年のヴォルィーニ公イジャスラフとガーリチ公ウラジーミルとの闘争（参照：ルーシ内戦 (1146年 - 1154年)）に関する記述である。このとき、イジャスラフは、ペレソプニツァに滞陣していたアンドレイ（ボゴリュブスキー。後のウラジーミル大公。）を味方に引き入れる使者として、ヴァシリコを派遣している。
1165年、ヴァシリコはローシ川でポロヴェツ族を破った。なお、このヴァシリコに関しては、シュムスク公ヤロポルクの一人目の妻の子とする説がある。また、1167年春には、キエフ大公ムスチスラフ（ムスチスラフ2世。ヴァシリコがシュムスク公ヤロポルクの子であるならば、ムスチスラフの甥となる。）の命によって、キエフの管理についている。しかし1171年にはキエフ大公グレプと、グレプと結んだポロヴェツ族に敗れた。このときヴァシリコが所領としていたミハイロフは焼かれ、ヴァシリコはチェルニゴフへと追いやられた。なお、V.タチシチェフ(ru)の説では、その後ヴァシリコはベレスチエとドロギチン(ru)を受領したとされる。また、L.ヴォイトヴィチの説では、ヴァシリコは1168 - 1180年間にシュムスク公位、1180 - 1182年間にドロギチン公位にあったとしている。 
妻子に関しても諸説あるが、詳細は不確定である。例えば、N.バウムガルテン(ru)、L.ヴォイトヴィチ等は、ポーランド大公ボレスワフ4世の娘を妻としたとみなしているが、D.ドンブロフスキはこの説を否定している。